# Adoretus sinicus
Adoretus sinicus är en skalbaggsart som beskrevs av Hermann Burmeister 1855. Adoretus sinicus ingår i släktet Adoretus och familjen Rutelidae. Inga underarter finns listade i Catalogue of Life.